# هوارد سیمونز جونیور
هوارد سیمونز جونیور (انگلیسی: Howard Ensign Simmons Jr.; ۱۷ ژوئن ۱۹۲۹ – ۲۶ آوریل ۱۹۹۷) دانشمند در زمینه شیمی اهل ایالات متحده آمریکا بود.
وی همچنین برندهٔ جوایزی همچون نشان ملی علوم و نشان پریستلی شده‌است.